# Vigilia
A Vigilia katolikus irodalmi, tudományos folyóirat. Latin nyelvű neve jelentése: (ünnep) előest(j)e.

## Adatai
Közreadó: a Vigilia Szerkesztőség és Kiadóhivatal. Indulás: 1. évfolyam 1935– Székhely: Budapest. Periodicitás: változó, 1947-től havonként. Nyelv: magyar. ISSN 0042-6024

## Témák, szerkesztők
Filozófiai, teológiai, egyháztörténeti, társadalmi és irodalomtudományi kérdések szerepelnek hasábjain. Possonyi László szerkesztésében indult, 1935-ben. Balla Borisz szerkesztette 1936–37-ben, 1938-tól újra Possonyi László. 1946–48-ban Juhász Vilmos és Sík Sándor, 1949-től Sík Sándor, 1964-től Mihelics Vid, 1969-től Rónay György, 1978–79-ben Doromby Károly, 1980-tól Hegyi Béla, 1984 óta Lukács László szerkeszti. A főszerkesztő munkáját szerkesztőbizottság segíti. (Ennek tagjai 2012 márciusában Horkay Hörcher Ferenc, Kalász Márton, Kenyeres Zoltán, Kiss Szemán Róbert, Pomogáts Béla, Rónay László és Szörényi László voltak; szerkesztőségi titkár és tördelő: Németh Ilona.)
Repertóriumot 1987-ben adtak közre Stauder Mária szerkesztésében. 1996 óta válogatva az interneten is jelentetnek meg cikkeket.
Rónay György 1968-tól haláláig dolgozott a Vigilia szerkesztőségében szerkesztőbizottsági tagként, majd leginkább főszerkesztőként, az általa vezetett kritikai rovat irodalomtörténeti jelentőségű. A folyóirat fénykora az 1949–1989-ig terjedő évtizedekre esik, ebben az időszakban gyakran olyan írásokat is megjelentetett, amelyeket más folyóiratok nem adhattak közre a betiltás veszélye nélkül. Jeles romániai magyar szakírók írásai is megjelentek itt, köztük Székely László vallási-néprajzi tárgyú írásai. Katolikus költők, írók szépirodalmi műveit is publikálták (Pilinszky János, Vasadi Péter stb.). Emigráns magyar költők versei is megjelentek itt, köztük az 1956-os forradalom miatt hazájukat elhagyó költőké is, például Keszei Istváné.

## Állományadatok
| Évfolyam | Év        | Lapszám                                                   |
| -------- | --------- | --------------------------------------------------------- |
| 1.       | 1935      | 4 (1–4)                                                   |
| 2.       | 1936      | 4 (1–4)                                                   |
| 3.       | 1937      | 3 (1–3)                                                   |
| 4.       | 1938      | 10 (február–május, június/július, augusztus–december)     |
| 5.       | 1939      | 11 (január–június, július/augusztus, szeptember–december) |
| 6-9.     | 1940–1943 | 12 (január–december)                                      |
| 10.      | 1944      | 4 (január–április)                                        |
| 11.      | 1946      | 1 (december)                                              |
| 12.      | 1947      | 11 (január-szeptember, október/november, december)        |
| 13-14.   | 1948–1949 | 12 (január-december)                                      |
| 15.      | 1950      | 11 (január-március, április/május, június-december)       |
| 16-20.   | 1951–1955 | 12 (január-december)                                      |
| 21.      | 1956      | 10 (január-október)                                       |
| 22.      | 1957      | 7 (június-december)                                       |
| 23-81.   | 1958–2016 | 1–12 (különszám: 2004. június)                            |